# Ватников, Иосиф Ефимович
Иосиф Ефимович Ватников (16 февраля 1923, Бердичев, Житомирская область — 8 мая 2013) — российский шахматист, международный мастер (1977). Мастер спорта СССР (1954).

## Биография
По профессии юрист, кандидат юридических наук (1980), тема "Руководство местных советов народных депутатов делом физической культуры и спорта" .
Участник Великой Отечественной войны.
Лучшие результаты: первенство Москвы (1954) — 2—5-е; турнир московских мастеров, посвящённый 40-летию Советской Армии (1958) — 2—3-е места.
В течение многих лет возглавлял шахматную секцию МГУ. С 1991 года проживал в США.

## Награды
- орден Отечественной войны II степени[5] (1985)
- другие награды

## Книги
- 1982 — Шахматное Подмосковье / И. Ватников, 145 с. ил. 20 см., М. Моск. рабочий 1981.

## Изменения рейтинга
| Графики недоступны из-за технических проблем. См. информацию на Фабрикаторе и на mediawiki.org. |